# Ментавай (язык)
Ментавай (индон. Bahasa Mentawai) — один из австронезийских языков, распространён на одноимённых островах у берегов Западной Суматры.
По данным Ethnologue, количество носителей данного языка составляло 58 тыс. чел. в 2000 году.
Использует письменность на основе латинской графики.

## Диалекты
Выделяют следующие диалекты: северный сиберут, пагай, сакалаган, сауманганджа, силабу, сималеги, сипура, южный сиберут, таикаку.